# Ecker Nándor
Ecker Nándor (? – ?) kétszeres magyar bajnok labdarúgó, csatár.

## Pályafutása
1905 és 1911 között 15 mérkőzésen szerepelt az FTC-ben, amelyből hat bajnoki, négy nemzetközi és öt hazai díjmérkőzés volt. Öt gólt szerzett, ebből három volt bajnoki találat. Kétszeres magyar bajnok és egyszeres Ezüstlabda-győztes volt a csapattal.

## Sikerei, díjai
- Magyar bajnokság
  - bajnok: 1905, 1906–07
- Ezüstlabda
  - győztes: 1906